# Slavonska generalstabens palats
Slavonska generalsstabens palats (kroatiska: Palača Slavonske Generalkomande) är ett palats i Osijek i Kroatien. Det uppfördes 1724-1726 i barock- och renässansstil och tjänade ursprungligen som huvudbyggnad åt den habsburgska generalstaben för den  slavonska militärgränsen. Idag är byggnaden säte för universitetet i Osijeks rektorat.
Palatset är beläget vid Heliga treenighetens torg i Tvrđa och är en av Osijeks symboler. Slavonska generalsstabens palats, idag en universitetsbyggnad, finns avbildad på den kroatiska 200-kunasedelns (tryckdatum 2002 och 2013) baksida.

## Historik
Palatset uppfördes 1724 på uppdrag av härföraren Eugen av Savojen. Vem som ritade byggnaden är okänt men den stod färdig 1726. 1736-1786 tjänade byggnaden som generalstabens hus (ty. Generalatshaus) och senare som generalstabens kasern (ty. Generalatskasserne). 1736-1745 hyste den även den habsburgska provinsen Slavoniens administration.   

## Arkitektur
Palatset bär stildrag från renässansens och barockens arkitektur. Fasaden är i renässansstil med en centralt placerad entré i barockstil. På var sida av ingången finns pilastrar. Utöver pilastrarna är ingången dekorerad med atlanter som bär upp en balkong. På insidan leder två huvudtrappor på var sida upp till andra våningen. Den tredje våningen tillkom först 1765.    

### Fotnoter
1. 1 2 3 4  Osijeks turistförening Arkiverad 6 oktober 2014 hämtat från the Wayback Machine. (kroatiska)
2. ↑  Hnb.hr Arkiverad 3 juli 2013 hämtat från the Wayback Machine. - Kroatiska nationalbankens officiella webbplats (kroatiska)